# Adalberto Menezes de Oliveira
Adalberto Menezes de Oliveira (São João del-Rei, 12 de dezembro de 1883 – Rio de Janeiro, 22 de janeiro de 1970) foi um engenheiro elétrico e professor da Escola Naval, membro fundador da Academia Brasileira de Ciências e seu diretor no biênio de 1937 a 1939.

## Biografia
Adalberto nasceu na cidade mineira de São João del-Rei em 1883. Era filho de Marçal de Sousa e Oliveira e Domingas Menezes. Cursou engenharia elétrica na Universidade de Lieja, an Bélgica, formando-se em 1908. Especializou-se na área estudando na Inglaterra e na França. Oficial da Marinha do Brasil, foi membro do Instituto de Rádio Engenheiros de Nova York e professor Catedrático de Eletricidade da Escola Naval e da Escola Politécnica do Rio de Janeiro.
Na Associação Brasileira de Educação, por muitos anos, Adalberto foi redator responsável pela publicação da revista Educação, periódico oficial da instituição. Foi membro do conselho diretor, palestrante e membro de comissões de educação junto ao governo federal. Membro fundador da Academia Brasileira de Ciências, Adalberto também fez parte da comissão de criação do CNPq.

## Morte
Adalberto morreu em 22 de janeiro de 1970, na capital fluminense, aos 90 anos.